# ДНК рачунар
ДНК рачунаром се назива врста рачунара која користи дезоксирибонуклеинску киселину (ДНК) и молекуларну биологију, уместо традиционалног силицијумског рачунара.
Ова теорија била је први пут обрађена 2004. године, када је Ехуд Шапиро (Ehud Shapiro) са групом сарадника са познатог израелског института Вајцман (Weizmann Institute) открио програмабилни молекуларни систем за молекуларни рачунар који је уместо силиконских микрочипова, састављен од ензима и ДНК молекула. У новоме уређају једноставни ДНК молекул снабдева рачунар улазним подацима и осигурава сву енергију која је рачунару потребна. Ово откриће је велики корак у развоју ДНК рачунарства, који је тек у повојима, а његове импликације се тек наслућују. Међутим оно би могло да донесе револуцију у будућности рачунара, нарочито када је реч о применама на подручју фармације и биомедицине.

## Природни рачунари
Биохемијски „нанорачунари“ већ постоје у природи; они се манифестују у свим живим организмима. Међутим људи нису у стању да их контролишу, а када буду били у стању, ће вероватно бити пронађени лекови за многе, сада неизлечиве болести. Идеја о коришћењу ДНК за смештање и процесирање информација родила се 1994. године, када је калифорнијски научник Леонард Ејдлман први искористио ДНК у тесној цеви како би решио један јердноставни математички проблем. Од тада је неколико истраживачких група предлагало различите врсте дизајнирања ДНК рачунара, али су се њихови покушаји заснивали на енергетском молекулу АТП за потребе напајања. У овом тренутку ДНК рачунар може да изврши само основне функције и нема никакву практичну примену. Међутим када се буде успело да се и у стварности конструише, био би то уређај који би могао да изврши 330 трилиона операција у секунди што је 100.000 брже од модерних PC рачунара, а покрећу га ензими и ДНК молекули.

## Брзина
У терминима брзине и величине, ДНК далеко надмашују данашње класичне персоналне рачунаре. То није све, па тако ДНК молекул који се налази у једру свих ћелија може да садржи више информација у једном кубном центиметру него на једној милијарди ЦД-ова (што је приближно 750 терабајта). Један кубни центиметар „рачунарске супе“ садржи око 15.000 милијарди рачунара, а њена енергетска ефикасност је милион пута већа од PC-а.